# NTL Translohr
Translohr est le nom du tramway sur pneumatiques développé par la société Lohr Industrie puis par la société NTL. Il s'agit d'un système de transport guidé assujetti à suivre sur la totalité de son parcours une trajectoire déterminée, ce qui le distingue des véhicules routiers tels que le TVR de Bombardier.
Depuis la reprise de la division tramway de Lohr par Alstom et le Fonds stratégique d'investissement (devenu Bpifrance) en juin 2012, le Translohr est commercialisé par la société NTL (New Translohr), filiale d'Alstom.

## Le système
Le Translohr roule sur des pneus et est guidé par des galets serrés sur un rail central. Les essieux, au nombre de 4 à 7, sont situés entre les modules (système de bogie-pneu). Chaque essieu compte 2 paires de galets de guidage.
Le Translohr est à propulsion électrique, alimenté par ligne aérienne mais il peut également recevoir un système de batteries pour circuler dans des zones où les câbles d'alimentation sont indésirables ; sa vitesse est alors limitée. Ce système est par exemple utilisé à Padoue pour traverser la place du Prato della Valle.
Le véhicule est un ensemble articulé de 3 à 6 caisses (aussi appelées modules), avec une cabine de conduite à chaque extrémité.
Les extrémités se nomment "ME" pour Module d'Extrémité, les caisses "MP" pour Module Porteur. Les parties reliant les différents modules sont quant à elles appelées "MI" pour Module d'Inter-circulation.
La voie utilisée par le Translohr peut aussi bien être en site propre qu'en site partagé. Elle doit toutefois mesurer 250 centimètres de large et, peut être composée en :
- Chaussée béton
- Chaussée enrobé asphalte
- Chaussée béton finition pavé
- Chaussée béton finition gazon

L'important dans les deux dernières réside dans le fait que les bandes de passages des pneus soient en béton.

### Versions
Le Translohr devait être décliné en deux versions. La première version, "Translohr STE", est le tramway bidirectionnel actuellement en service sur tous les réseaux possédant des Translohr. La seconde version développée est un tramway unidirectionnel dénommé "Translohr SP Prime".

#### Translohr SP Prime (Unidirectionnel)
La version unidirectionnelle, déclinable en 3 à 4 modules, est conçue comme alternative aux BHNS. Elle possède une cabine de pilotage, l'autre extrémité étant destinée aux passagers. Outre les extrémités, les autres changements résident dans le fait que les portes ne se situent que d'un seul coté.
Son design réalisé par "Haiku Design", s'est vu récompensé par le "Trophée de l'innovation du Transport Public 2014" dans la catégorie "Accessibilité, aménagement, confort et design" par le GART.
| Type            | Longueur | Nombres de passagers |
| --------------- | -------- | -------------------- |
| SP3 (3 caisses) | 25 m     | 186                  |
| SP4 (4 caisses) | 32 m     | 246                  |

Cette version ne trouva cependant jamais preneur et a disparu des pdf de présentation du Translohr par NTL et du site de NTL.

#### Translohr STE (Bidirectionnel)
Son design a, lui aussi, été réalisé par "Haiku Design"
Outre le fait qu'il soit déclinable en ensemble de 3 à 6 modules, la conception du véhicule a été revue par trois fois donnant ainsi trois générations de Translohr différentes,.
Les trois générations se nomment respectivement THR1, THR2 et THR3 (THR pour Translohr). Néanmoins, cette dénomination est avant tout utilisée en interne,.

##### Translohr de première génération (THR1)
Mis en service depuis 2006, ces véhicules équipent une partie du Tramway de Clermont-Ferrand, du Tramway de Padoue, du Tramway de Venise, du Tramway de Shanghai et du Tramway de Tianjin.

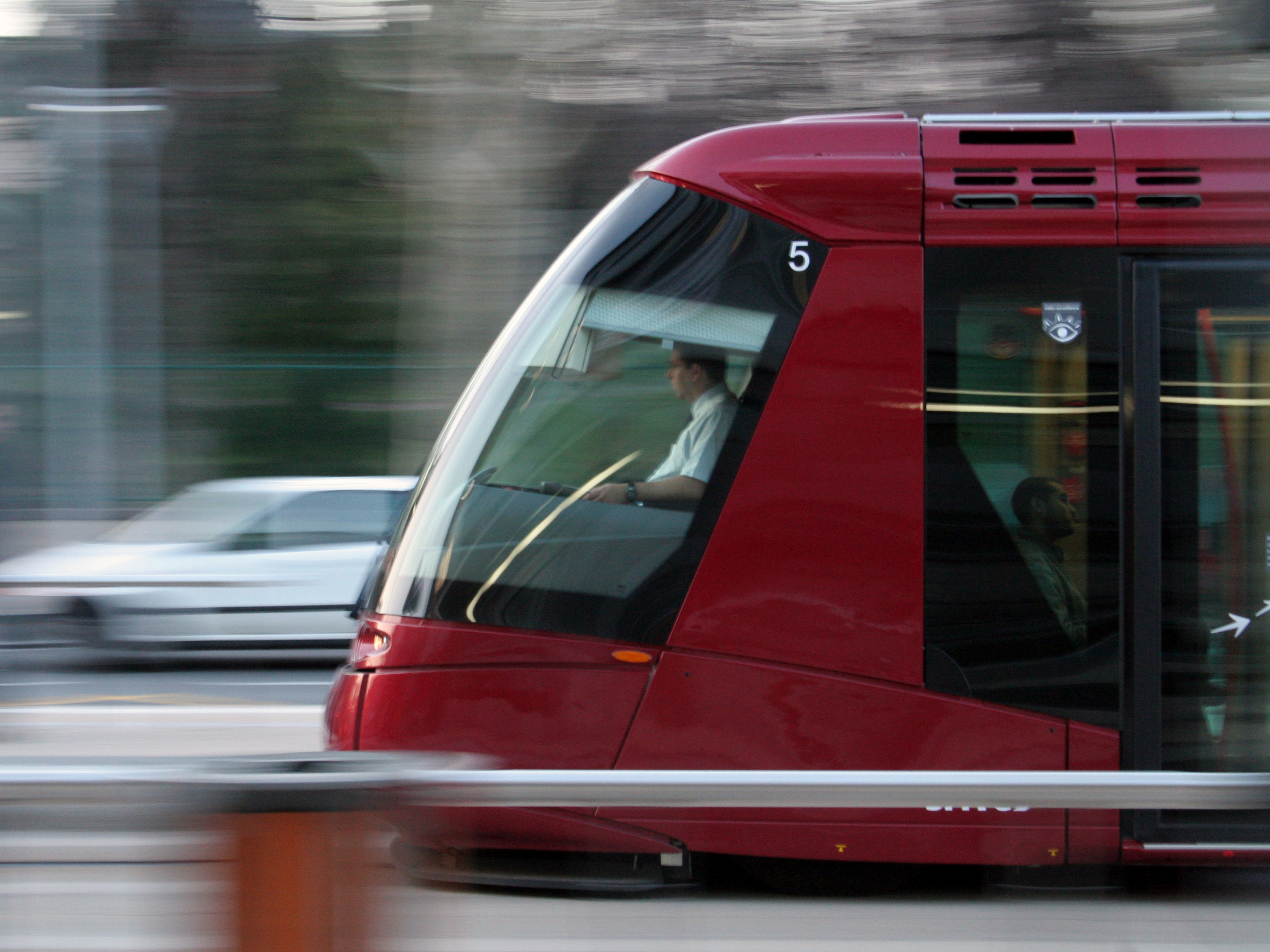
Haut de la carrosserie bosselé (THR1 à Clermont-Ferrand)

| Type             | Longueur | Nombres de passagers |
| ---------------- | -------- | -------------------- |
| STE3 (3 caisses) | 25 m     | 127                  |
| STE4 (4 caisses) | 32 m     | 170                  |
| STE5 (5 caisses) | 39 m     | 213                  |
| STE6 (6 caisses) | 46 m     | 255                  |

##### Translohr de seconde génération (THR2)
La première ligne à en être équipée fut la Ligne 5 du tramway d'Île-de-France en 2013. Suivirent la Ligne 6 du tramway d'Île-de-France et le Tramway de Medellín. Les 5 nouvelles rames du Tramway de Clermont-Ferrand livrées en 2019 sont également des THR2.
| Type             | Longueur | Nombres de passagers |
| ---------------- | -------- | -------------------- |
| STE3 (3 caisses) | 25 m     | 178                  |
| STE4 (4 caisses) | 32 m     | 238                  |
| STE5 (5 caisses) | 39 m     | 298                  |
| STE6 (6 caisses) | 46 m     | 358                  |

Quant aux changements, ils résident dans une carrosserie plus haute de près de dix centimètres permettant ainsi de loger le système de climatisation repensé et plus puissant. Cela se remarque assez facilement par le fait que de l’extérieur, le haut de la carrosserie des THR1 est bosselée tandis que celle des THR2 est lisse. La configuration du poste de conduite a également été repensée du fait de nombreux arrêts maladie. Elle est donc plus ergonomique et sécuritaire,.

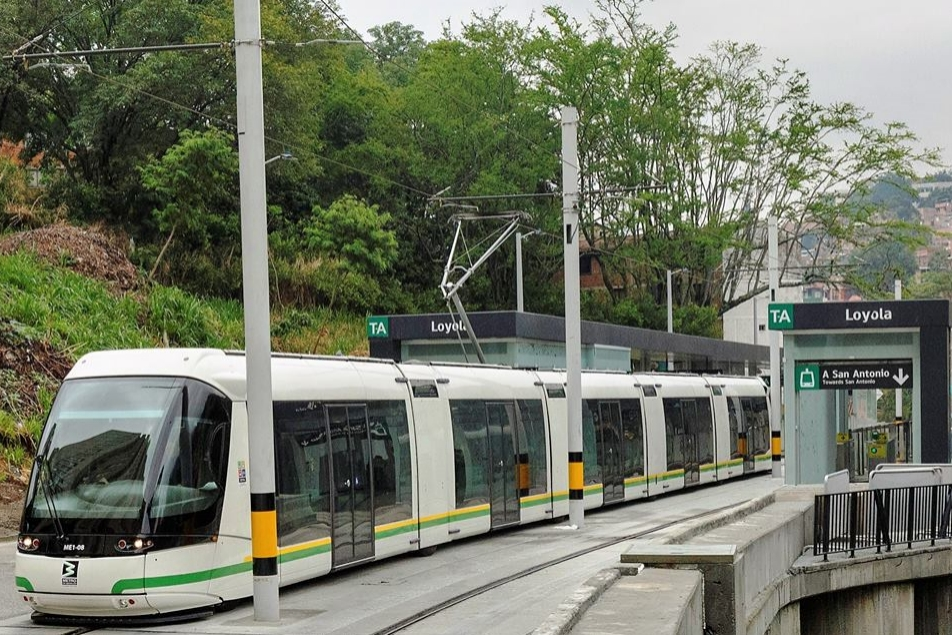
On peut voir que le haut de la carrosserie est parfaitement lisse (THR2 à Medellín)

##### Translohr de troisième génération (THR3)
C'est le 23 septembre 2022, lors de l'annonce de la production de 26 nouvelles rames (20 STE4 et 6 STE3) que fut dévoilée la création d'une troisième génération de véhicules, la THR3. Leur livraison sera effectuée en 2025 pour une mise en service en 2026. Elles équiperont les lignes SIR2 et SIR3 du Tramway de Padoue et promettent "une plus grande inclusivité, un meilleur confort et une plus grande sécurité".
| Type             | Longueur | Nombres de passagers |
| ---------------- | -------- | -------------------- |
| STE3 (3 caisses) | 25 m     | ?                    |
| STE4 (4 caisses) | 32 m     | 292                  |
| STE5 (5 caisses) | 39 m     | ?                    |
| STE6 (6 caisses) | 46 m     | ?                    |

### Avantages

Système de guidage.
1- Chaussée, 2- Lacune, 3- Rail, 4- Résine, 5- Mentonnet, 6- Ressort, 7- Galet

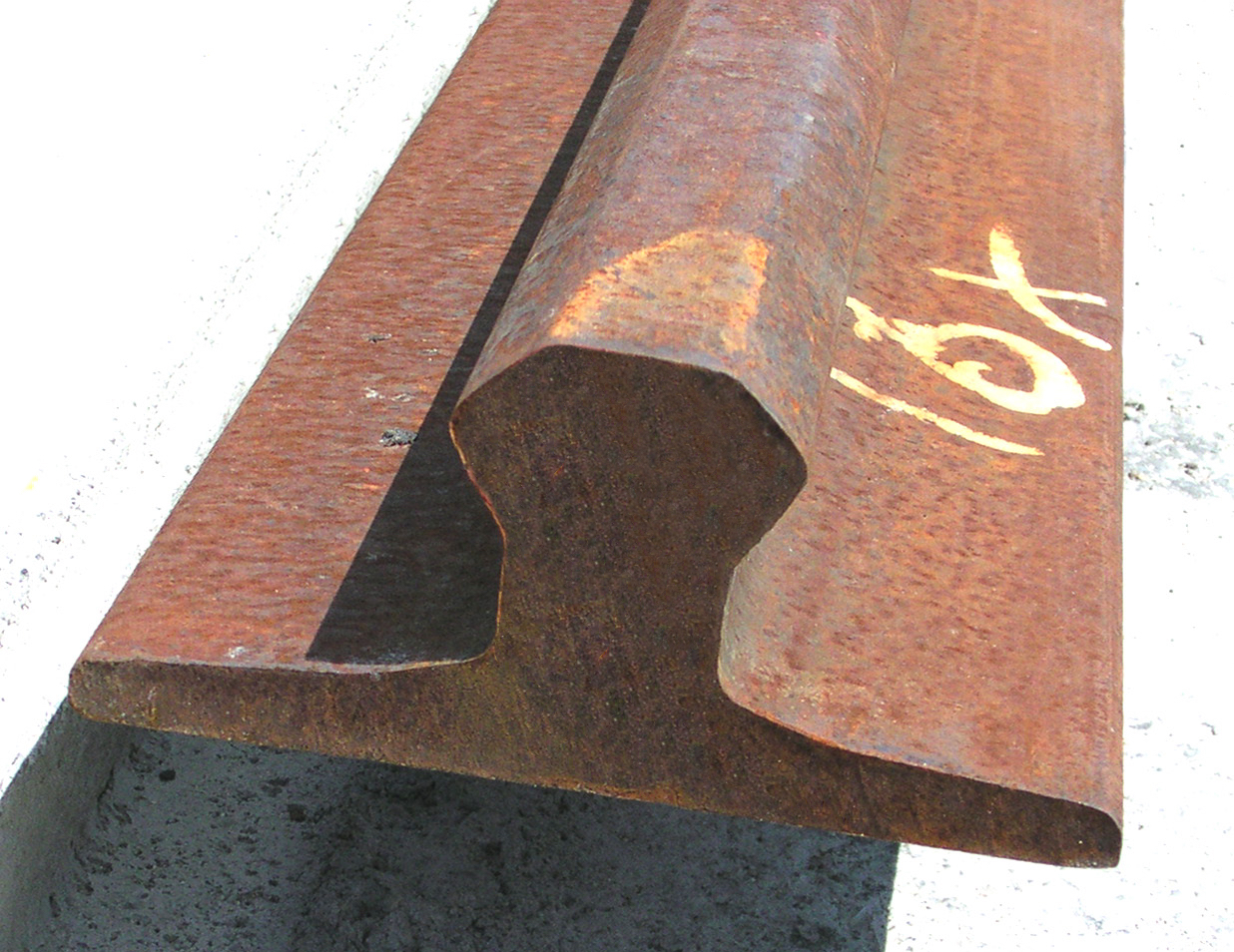
Section du rail du système de guidage (lors de la pose à Clermont-Ferrand en 2006).

Le Translohr génère moins de bruit qu'un tramway sur roulement fer ou qu'un bus et l'infrastructure à installer est plus légère que celle d'un tramway classique, puisqu'il n'y a qu'un rail à installer[réf. nécessaire]. Enfin, le Translohr a une masse plus réduite que son équivalent sur rail (7 tonnes par essieu)[réf. nécessaire], source de moins de vibrations qui, théoriquement, réduit le phénomène d'orniérage dû au passage répété des pneus sur la plateforme de roulement, par rapport au TVR utilisé à Nancy et à Caen.
L'utilisation de pneus procure une adhérence supérieure au rail : le Translohr peut ainsi franchir des pentes de 13 %[réf. souhaitée] (contre 11 % pour le Bombardier Flexity Outlook Tramway d'Augsbourg mais 13,5 % pour celui de Lisbonne). Son freinage et ses accélérations sont aussi plus efficaces et reprennent les avancées du métro sur pneu. Toutefois, afin de respecter les normes pour le confort des voyageurs, ces performances plus grandes ne sont pas exploitées en service commercial car les accélérations et freinage de service sont plafonnés. Le freinage d'urgence est plus performant que les tramways.[réf. nécessaire]
Le rayon de braquage du Translohr (10,50 m au rail de guidage) est plus réduit qu'un tramway à voie normale (11 m à 25 m) et sa largeur réduite de 2,20 m lui permet d'emprunter des rues relativement étroites.
Le tramway sur pneus nécessite des infrastructures moins chères à la construction, un rayon giratoire inférieur à un matériel fer, un plus grand silence de fonctionnement et la possibilité de franchir des pentes jusque 13% quand le fer est limité à 10%.

### Inconvénients

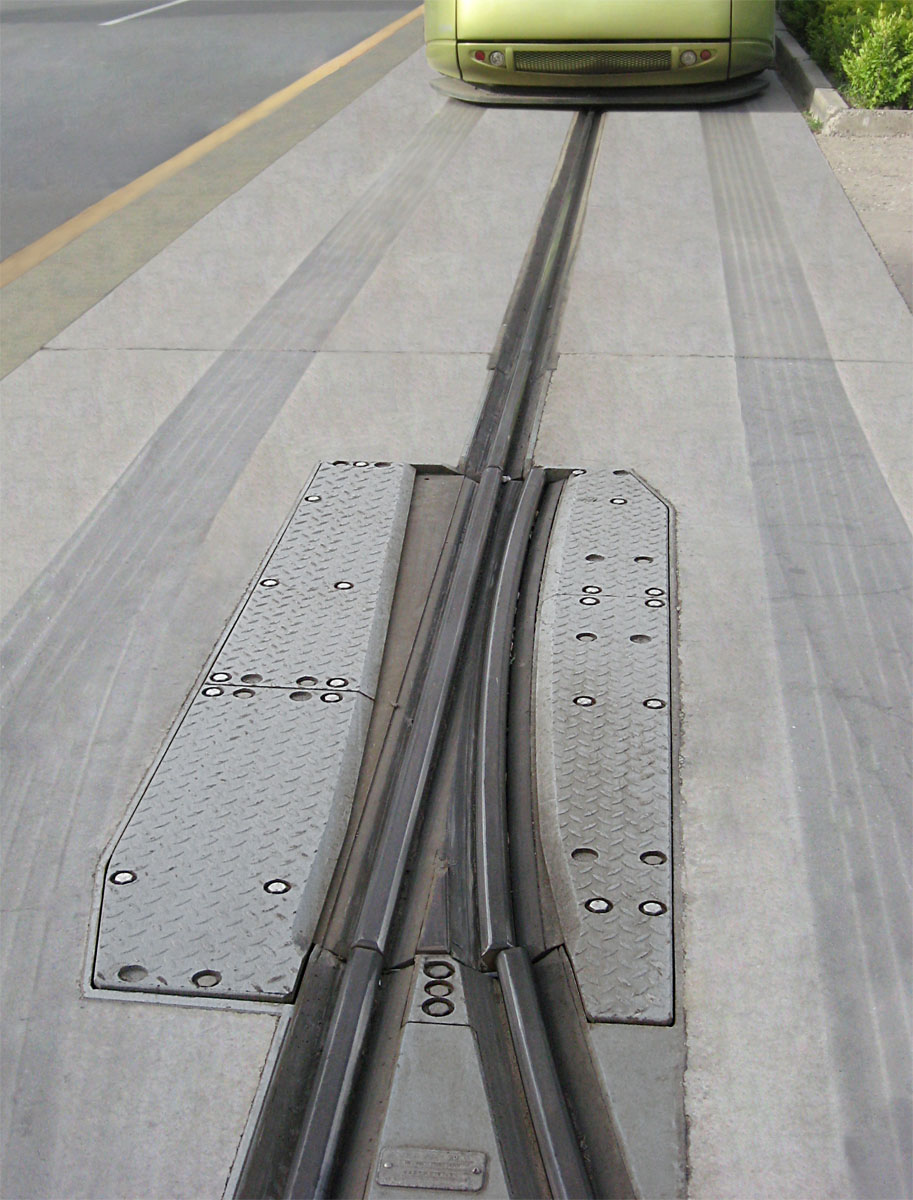
Aiguillage du Translohr

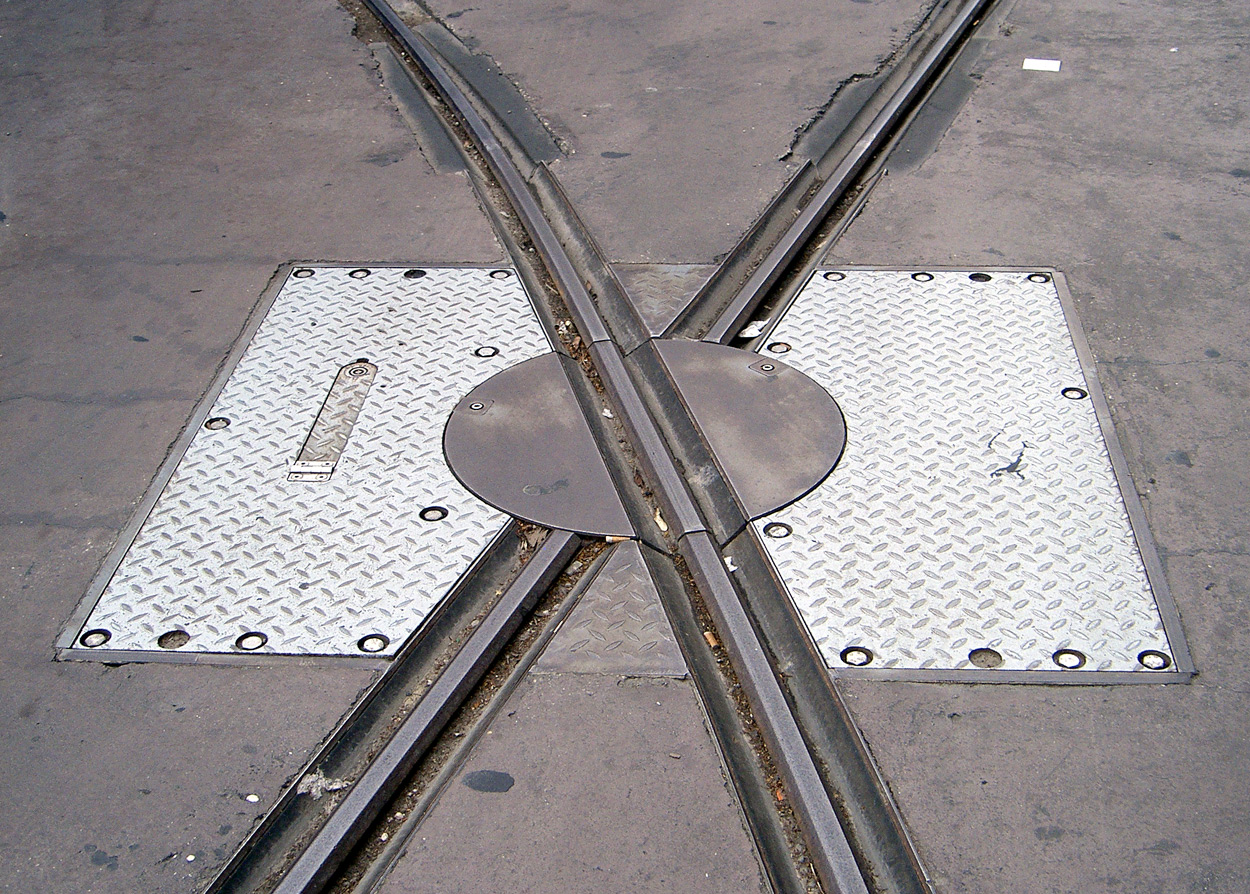
Plaque tournante au croisement de deux voies du Translohr

À l'inverse d'un tramway sur fer, le système de guidage du Translohr est un système propriétaire. C'est-à-dire qu'une fois l'infrastructure installée, seul du matériel du constructeur peut utiliser le rail, ce qui impose cet unique prestataire lors du renouvellement du parc de véhicules. Le principe de système de guidage déposé bloque toute mise en concurrence entre constructeurs. A contrario, les villes de Nantes ou Strasbourg, équipées d'un système tram classique, ont pu remplacer le constructeur initial lors de l'extension du réseau : Strasbourg, la ville de l'Eurotram (Bombardier), a choisi le Citadis et Nantes, la ville qui a vu rouler le premier tram d'Alstom, a choisi le constructeur Adtranz (depuis racheté par Bombardier), puis le CAF Urbos 3 pour finalement revenir vers Alstom récemment.
Le système de roulement pneu/enrobé est à première vue plus économique à la construction, mais laisserait apparaître des problèmes liés à l'usure des pneus qu'il faut changer tous les 100 000 kilomètres ou tous les 250 000 kilomètres si un rechapage est effectué. L’adhérence supérieure du roulement pneu par rapport au roulement fer se traduit également par une consommation énergétique plus importante.
Comme un tramway fer, il ne peut quitter son rail de guidage. Par conséquent, en cas d’incident sur la ligne, il ne peut contourner l’obstacle. Les réseaux souterrains doivent être déplacés de la même manière que lorsqu’on construit une ligne de tramway fer pour permettre leur maintenance ultérieure sans devoir interrompre la circulation.
Son mode de guidage particulier rend impossibles les interconnexions avec le réseau ferré classique de type tram-train.
Enfin, d’un point de vue esthétique, le Translohr ne permet pas les mêmes aménagements qu’un tramway, un espace de roulement pour les pneus étant nécessaire. Par exemple, les voies engazonnées sont plus difficiles et plus coûteuses à installer.

### Coût
Le coût du matériel roulant Translohr est significativement plus cher. Cette situation s’explique par la complexité de sa technologie et le faible nombre de séries construites et proposées par un seul fabricant qui se trouve ainsi en position de monopole.
Le coût de construction des voies semble comparable entre rail et pneus puisque la ligne T6 d'Ile-de-France (Translohr) a coûté 27,4 millions d'euros du kilomètre et la ligne T8 (tramway), inaugurée simultanément en décembre 2014, revient à 28,7 millions.
Deux marchés ont été passés en 2010, l’un par la RATP, pour la commande de 28 Translohr de type STE6 d’un coût de 141 millions pour 252 places dont 60 assises par engin, l’autre par le Syndicat des transports de l'agglomération de Tours (Sitcat), pour la commande de 21 tramways Citadis fabriqués par Alstom, d’un coût de 73,2 M€ pour 291 places dont 85 assises par engin. Ces deux marchés permettent une comparaison au nombre de places : le coût du Translohr en 2010 (hors système de guidage) est de 19 983 € la place (5,06 M€ par rame) et celui d’un Citadis est de 11 978 € la place (3,49 M€ par rame). Dans cet exemple, le Translohr est donc 67 % plus cher que le Citadis.

## Incidents notables

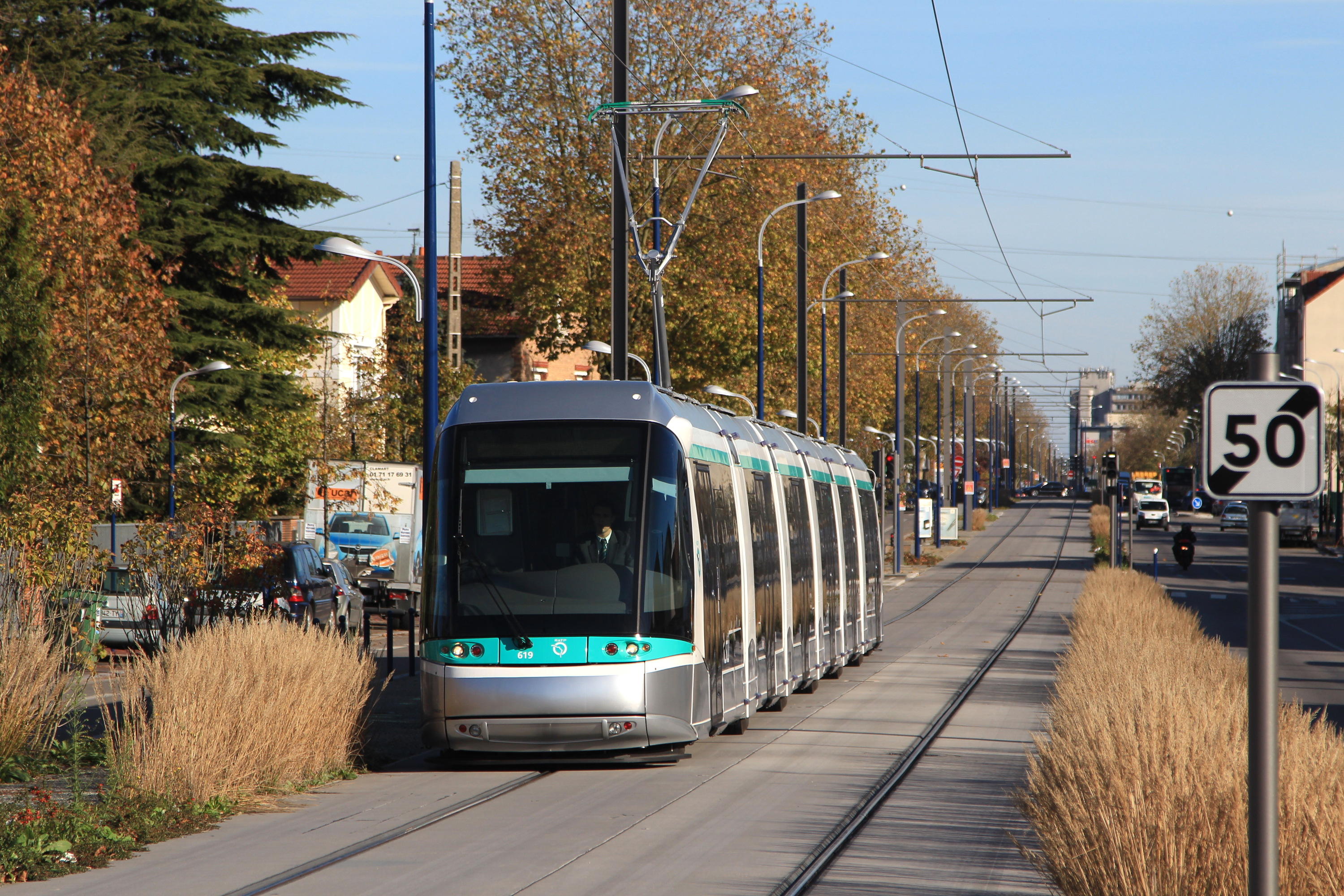
Un Translohr de la ligne 6 en Île-de-France en essais près de la station Hôpital Béclère.

La première année d'utilisation en conditions réelles du Translohr a mis en évidence une sensibilité importante du système de guidage à l'environnement extérieur.
En effet, le 2 octobre 2006, une rame de Clermont-Ferrand déguide sur le viaduc Saint-Jacques lors de la marche à blanc. La présence d'un objet étranger dans la gorge du rail est en cause. L'accident ne fait aucun blessé mais la mise en service sera retardée d'un mois. Depuis cet incident, la plate-forme est systématiquement nettoyée par un véhicule spécialisé avant chaque début de service et les rames de Clermont-Ferrand sont équipées d'un dispositif de dégagement d'objets ; appelé DDO. De plus, à la même période, une rame de Padoue déraille pour une raison similaire lors d'une phase de test.
Toujours à Padoue, le 5 mai 2007 se produit un nouveau déraillement faisant un blessé léger et des dégâts sur le véhicule. La cause de l’accident n’est pas connue.
À Tianjin, une rame déraille quelques mois après l'inauguration, le 20 août 2007.
Le 26 décembre 2009, vers 7 h 10, une rame du tramway de Clermont-Ferrand s’embrase au terminus de La Pardieu. L’incendie ne fait aucun blessé, mais la rame est entièrement détruite. D'après le BEA-TT, « la cause directe de l’accident est le blocage d’un frein dû à une corrosion généralisée de son système d’actionnement des plaquettes, dont ni la conception ni la fabrication ne permettaient d’assurer l’étanchéité ». La propagation des flammes et l'embrasement total de la rame est due à la faible distance et à l’absence de pare-feu efficace entre le système de freinage et le soufflet d’inter-circulation ainsi qu'à la présence de matériaux d'un niveau de protection contre les incendies inférieur aux normes ferroviaires.
Le 10 janvier 2011, une rame du tramway de Clermont-Ferrand déguide en service voyageurs entre les stations Carmes et Delille, blessant une personne. D'après le rapport du BEA-TT, « la cause directe de l'accident de cette rame Translohr est l'arrachement du rail de guidage des deux galets avant qui l'enserrent sous la cabine de conduite, lors de leur passage sur l'appareil de dilatation situé une centaine de mètres avant la station « Les Carmes » ». Ce rapport du BEA-TT met en cause la conception même du système de guidage. En effet, la détérioration des bandages du galet de roulement dont les morceaux, accumulés au niveau du galet de guidage, ont fait sortir ces mêmes galets du rail de guidage, supprimant le guidage et entraînant le véhicule contre le mur à la première courbe venue. Les matériaux entraînant la sortie du galet provenant du galet même, le système de dégagement d'objet placé sur le premier galet de guidage n'a pas pu fonctionner. De plus le rapport du BEA-TT souligne le nombre d'accidents et incidents fréquents liés à ce matériel et surtout le fait que « la majorité de ces déguidages a été occasionnée par la présence d'un élément étranger au système, soit dans la gorge du rail de guidage, soit dans un appareil de voie. » À la suite de cet accident, le BEA-TT demande à Lohr Industrie de mettre au point de nouveaux bandages, plus solides. Le BEA-TT demande aussi une collaboration plus importante entre les parties afin d'assurer un meilleur retour d'expérience pour la mise au point de ce matériel roulant.
Le 9 novembre 2011, à Clermont-Ferrand, une rame sort de son rail de guidage et percute un poteau à la suite d'une erreur humaine (le conducteur de la rame n'a pas respecté la signalisation ferroviaire).
Le 1er septembre 2021, à Clermont-Ferrand, à la suite d'une erreur humaine (le conducteur de la rame n'a pas respecté la signalisation ferroviaire), une rame sort de son rail de guidage et percute un poteau juste après avoir quitté la station Campus. L'accident a fait 6 blessés légers.
Dans la nuit du 28 au 29 juin 2023 à Clamart, une rame de la ligne 6 du tramway d'Île-de-France a été prise pour cible puis incendiée, dans le contexte des émeutes consécutives à la mort de Nahel Merzouk, survenue le 27 juin 2023 à Nanterre.
Le 8 juillet 2023, un rail servant au guidage du tramway de Clermont-Ferrand se soulève sous l'effet de la chaleur.

## Systèmes concurrents

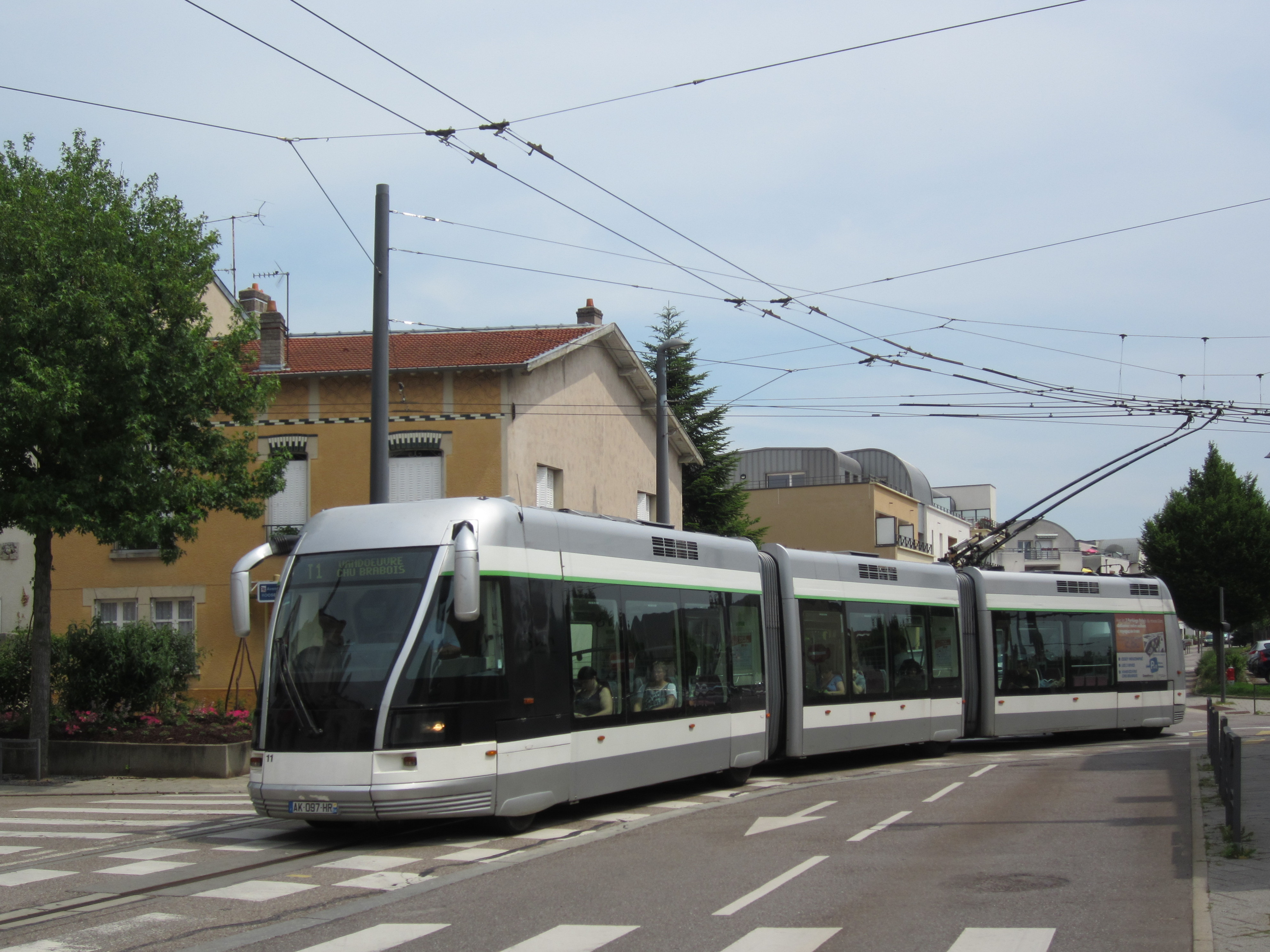
TVR de Nancy

Du fait de l'usage de pneumatiques et l'appellation « tram », le concept du Translohr s'approche du TVR du constructeur Bombardier. En réalité, de nombreuses différences les opposent :
Les TVR de Nancy à perches ou ceux de Caen à pantographe (à ce jour remplacés par un tramway fer) sont des véhicules routiers, immatriculés comme des bus, et dont le guidage est optionnel (ils sont bimodes, munis de moteurs diesel et d'un système de direction). Il en résulte qu'il leur est impossible, contrairement au Translohr, de circuler en unité multiple (plusieurs rames accouplées) comme des tramways, d'être rallongés (leur longueur étant tributaire de la législation routière) et d'être réversibles : ils doivent disposer de boucles de retournement à chaque terminus.
Toutefois la possibilité de circuler sans alimentation électrique ou, du moins, sans guidage (les TVR de Nancy sont alimentés par des perches de trolleybus, la ligne n'étant guidée qu'en centre-ville ; ceux de Caen ne pouvaient rouler que sur le moteur Diesel en mode non-guidé) est un élément essentiel du choix de ce système : moindre investissement d'infrastructures et, dans le cas de Nancy, réutilisation des lignes aériennes de l'ancien réseau de trolleybus.
À l'inverse, le Translohr STE est un véhicule ferroviaire : il est réversible (peut circuler dans les deux sens), car il possède une cabine de conduite à chaque extrémité ; il n'est pas immatriculé ; son guidage est permanent (il ne peut sortir de son rail de guidage), et n'est pas bi-mode (si ce n'est les batteries) ; il peut circuler en unité multiple (deux rames accouplées), ou être rallongé ; sa traction étant assurée par des roues munies de pneumatiques, il est similaire au métro sur pneus, même si ce dernier est généralement guidé par des rails de guidage latéraux, et le Translohr par un rail central.
La confusion possible avec les véhicules routiers vient de ce que le Translohr n'étant pas enterré, il roule sur la chaussée de la voirie urbaine, et non sur des pistes de roulement spécifiques.
Inconvénient majeur de tous ces systèmes intermédiaires, ils sont tous incompatibles entre eux. Le système NeoTram peut être une réponse à l'utilisation d'une même plate-forme, soit par des véhicules dits ferroviaires, soit par des véhicules routiers.

## Bus ou tramway

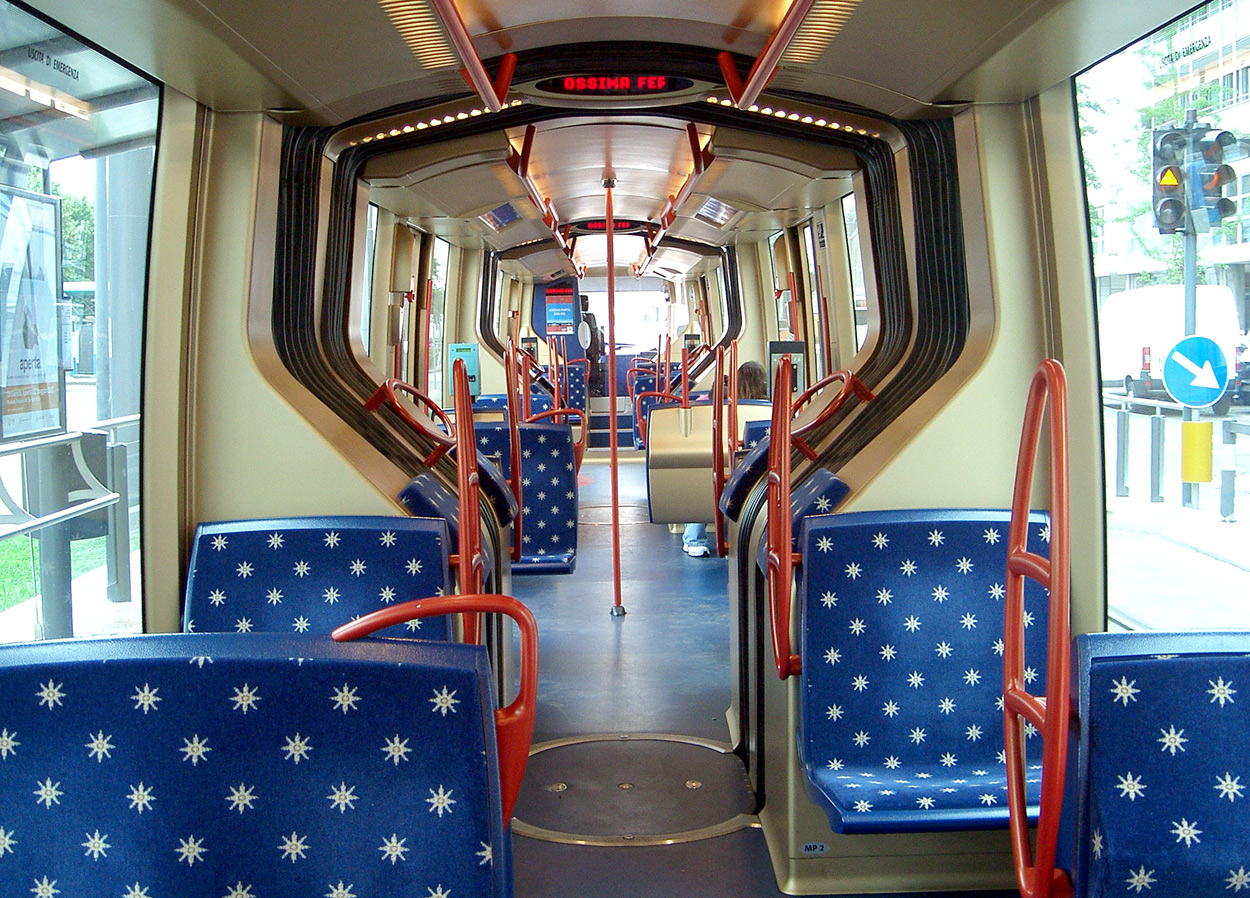
Intérieur d'une rame de Padoue.

Bien que le Translohr puisse être considéré comme un bus guidé, car roulant sur pneus, il s'apparente en fait beaucoup plus au tramway, avec lequel il partage des procédures d'homologation. Il n'est pas soumis au code de la route et n'a pas de plaques d'immatriculation, contrairement au TVR.
Il ne peut circuler qu'en mode guidé, contrairement au TVR qui est débrayable et peut circuler sur un parcours sans rail de guidage (il doit alors respecter les contraintes propres à un véhicule routier).
Comme un tramway, le Translohr est bidirectionnel et ne dispose pas de volant asservi à la direction, ce qui est impossible pour un véhicule routier. Comme pour un tram, l'alimentation électrique est assurée par un pantographe et le retour du courant par un rail au sol.
Le Translohr est développé autour d'un chaudron pour les caisses et d'anneaux d'articulation recevant les essieux, à l'image de ce qui se fait dans le monde ferroviaire, et non sur un châssis. Cette architecture lui permet d'avoir un plancher bas et plat sur toute sa longueur utile.
À ce titre, on relève d'importantes différences technologiques entre le Translohr, dont la conception s'approche effectivement plus d'un transport routier guidé, et le TVR dont le développement s'apparente plus à un trolleybus guidé, fût-il muni de perches (à Nancy) ou d'un pantographe (à Caen).

## Commercialisation

### Achats confirmés
| Pays     | Ville            | Type | Nombre | Année de livraison | Alimentation électrique                            | Observations - Particularités                                                                                               |
| -------- | ---------------- | ---- | ------ | ------------------ | -------------------------------------------------- | --- |
| Chine    | Shanghai         | STE3 | 9      | 2009               | 750V                                               | Retiré du service en mai 2023                                                                                               |
| Chine    | Tianjin          | STE3 | 8      | 2006               | 750V                                               | |
| Colombie | Medellín         | STE5 | 12     | 2014               | 750V                                               | |
| France   | Clermont-Ferrand | STE4 | 31,    | 2006               | 750V                                               | Il ne reste plus que 30 véhicules, l’un ayant pris feu en 2009 au terminus de La Pardieu sans faire de victime.             |
| France   | T5 Île-de-France | STE3 | 19,    | 2012               | 750V                                               | |
| France   | T6 Île-de-France | STE6 | 28     | 2013               | 750V                                               | Il ne reste plus que 27 véhicules, l'un d'eux ayant été incendié en juin 2023 lors d'émeutes urbaines.                      |
| Italie   | Venise           | STE4 | 20     | 2010               | 750V                                               | |
| Italie   | SIR 1 Padoue     | STE3 | 29?    | 2007               | 750V + Batteries 535m d'autonomie avec une station | Les batteries embarquées servent pour traverser la place du Prato della Valle.                                              |
| Italie   | SIR 2 Padoue     | STE4 | 20     | 2026               | 750V                                               | Commande de 20 rames de troisième génération annoncée le 23 septembre 2022                                                  |
| Italie   | SIR 3 Padoue     | STE3 | 6      | 2026               | 750V                                               | Commande de 6 rames de troisième génération annoncée le 23 septembre 2022                                                   |
| Italie   | L'Aquila         | STE3 | 10     | ?                  | 750V                                               | projet abandonné après construction d'une grande partie de la ligne                                                         |
| Italie   | Latina           | STE3 | 13?    | ?                  | 750V                                               | projet abandonné après construction d'une partie des véhicules (revendus à Padoue), travaux d'infrastructure jamais entamés |

### Projet abandonné
Dans le cadre du 2e appel à projet de TCSP lancé par le gouvernement français à la suite du Grenelle II, la Communauté Urbaine de Strasbourg a déposé, fin 2010, un dossier auprès du Ministère de l'Écologie, du Développement durable, des Transports et du Logement afin d'obtenir des subventions pour la création d'un transport guidé sur pneus sur l'axe Wolfisheim – Vendenheim via Strasbourg. Cette hypothèse est très critiquée par des associations locales, les riverains ainsi que l'opposition municipale et est finalement annulée en 2013 au profit d'un tramway.

## Galerie

Les différents modèles de Translohr en exploitation.
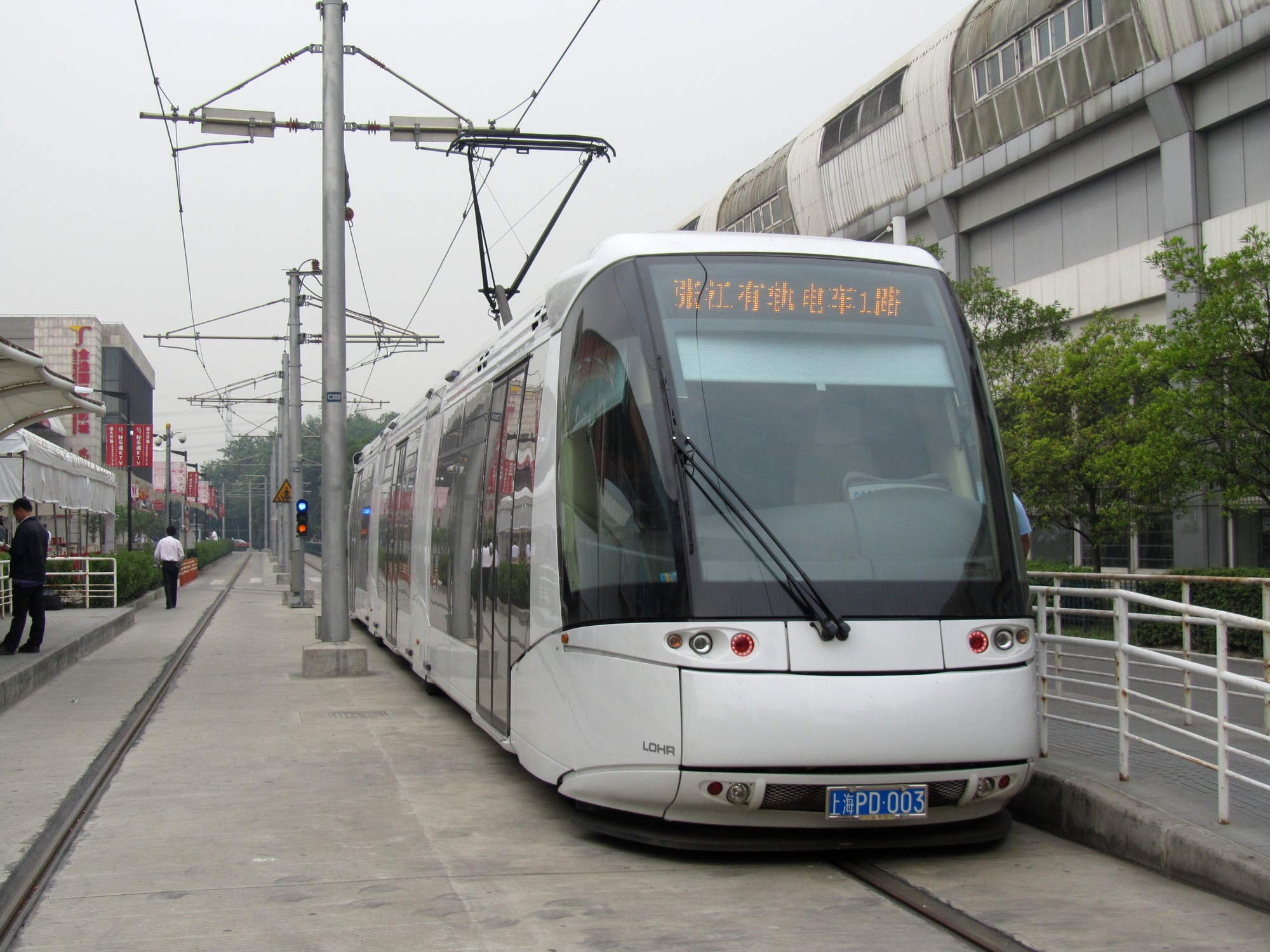
Zhangjiang (Shanghai)
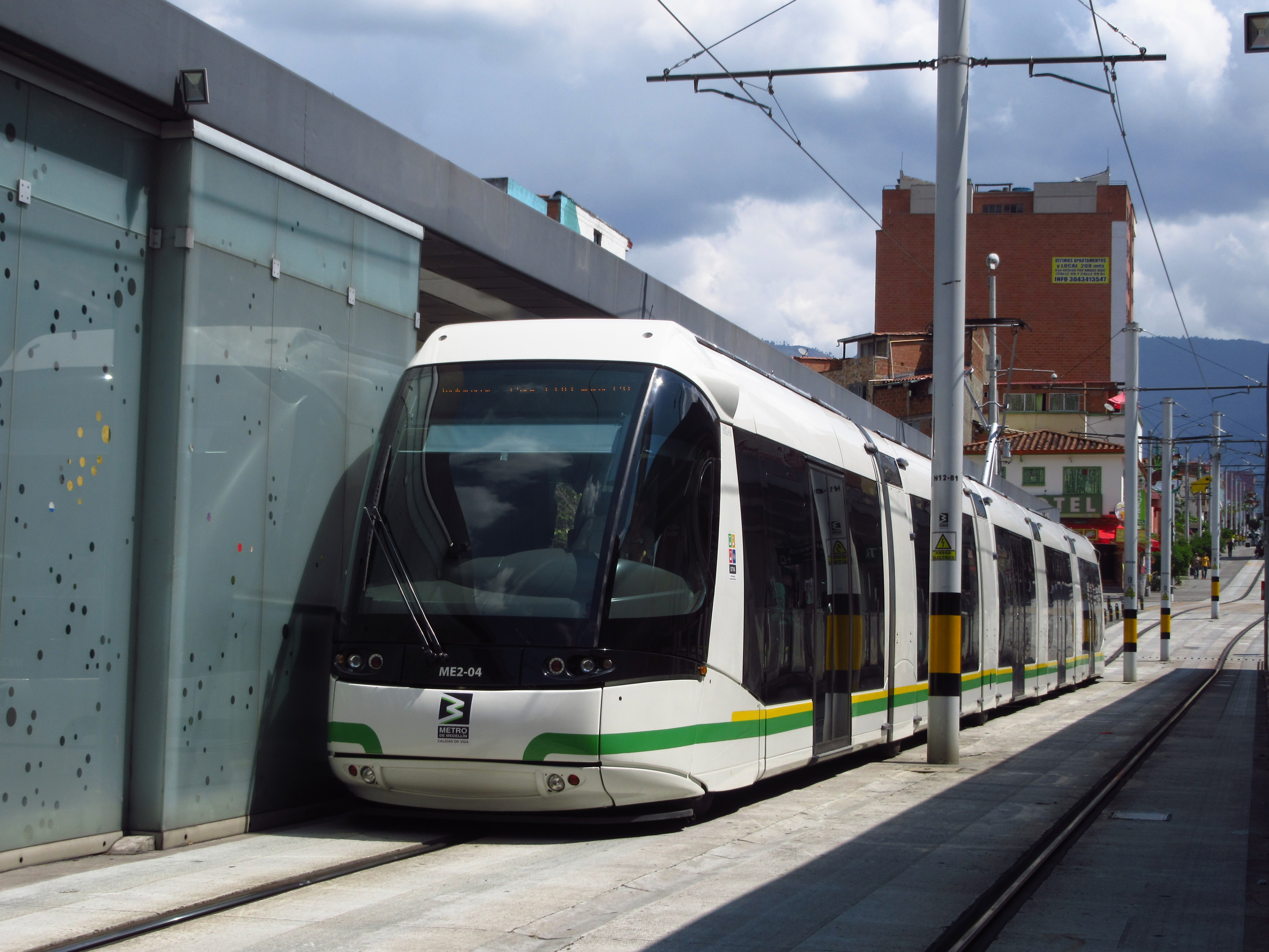
Ayacucho (Medellín)
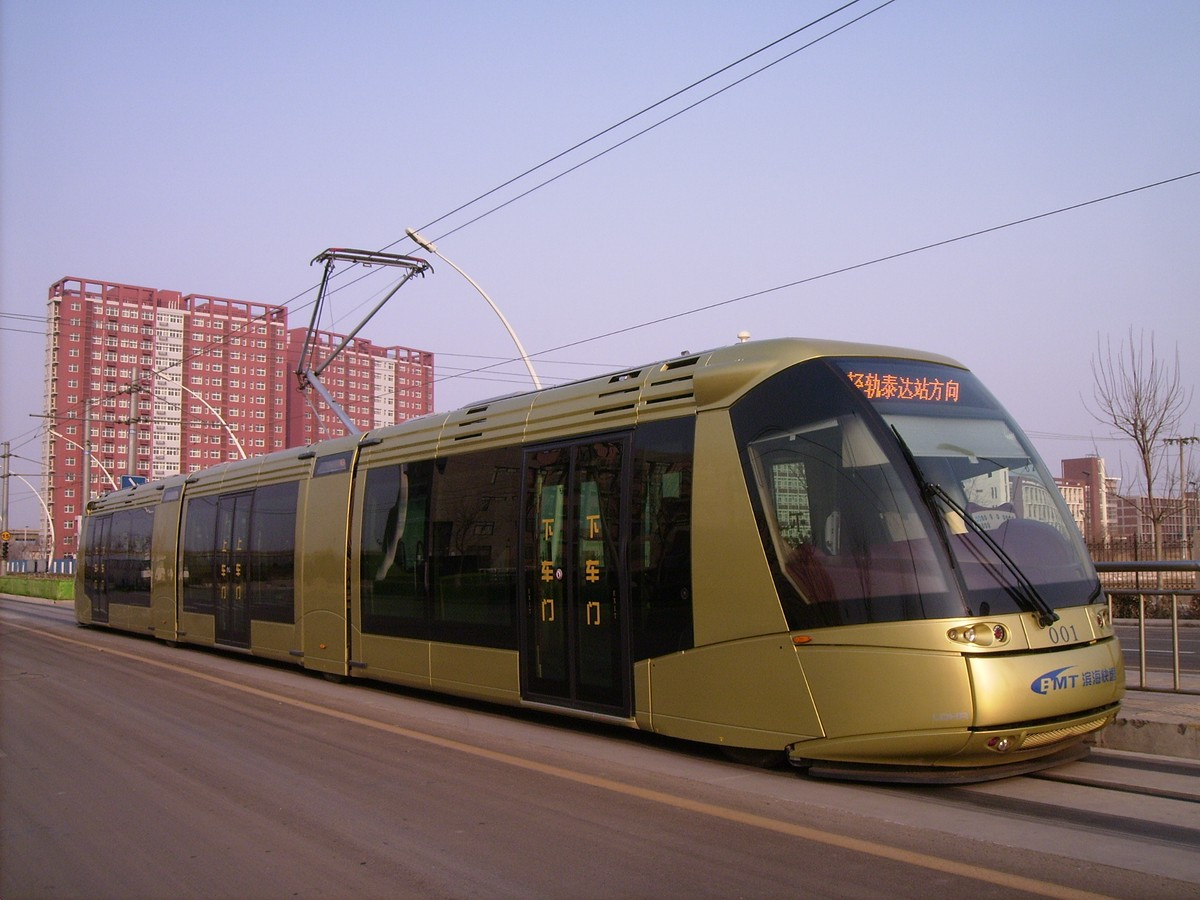
Tianjin
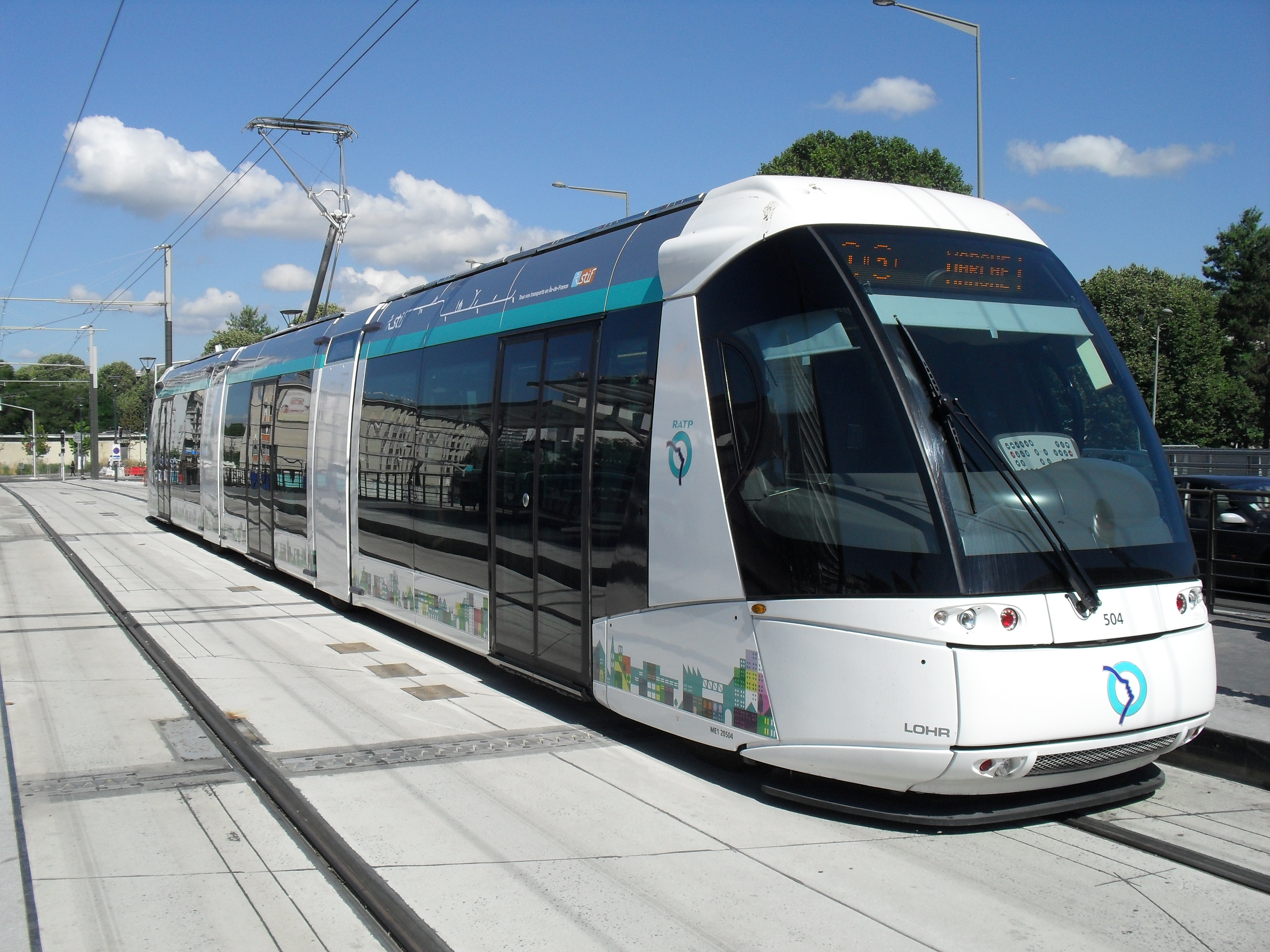
Ligne T5 en Île-de-France
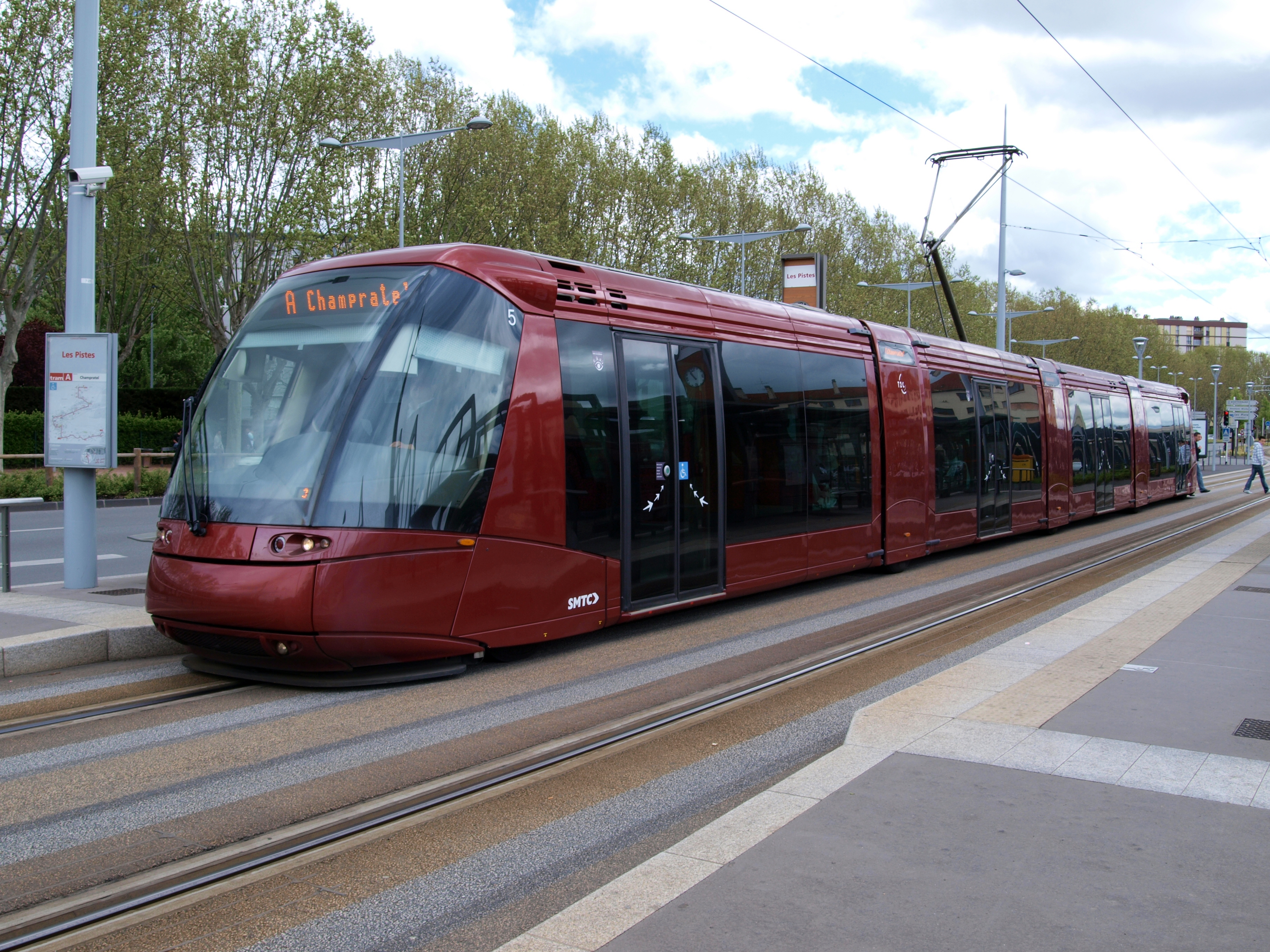
Clermont-Ferrand
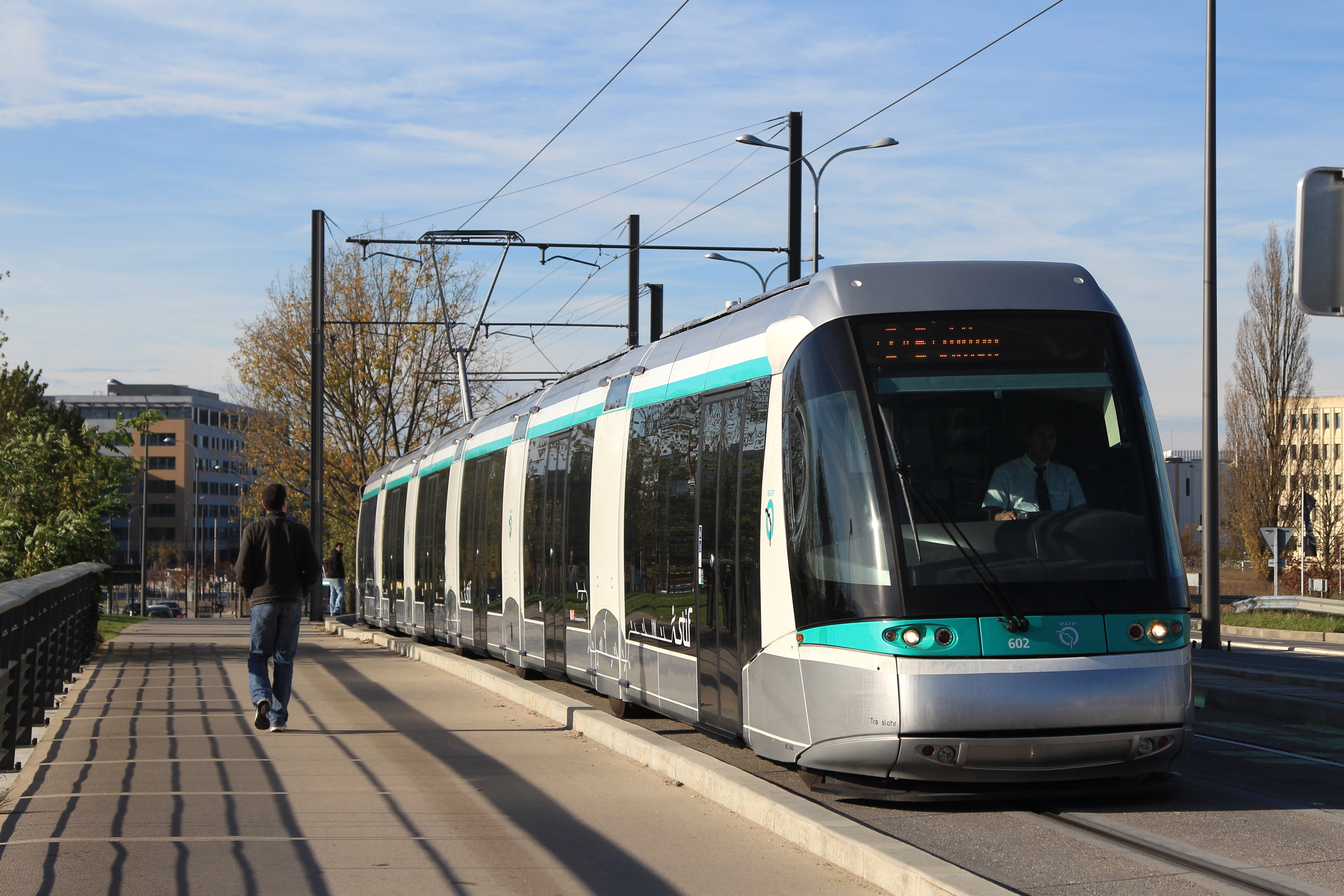
Ligne T6 en Île-de-France
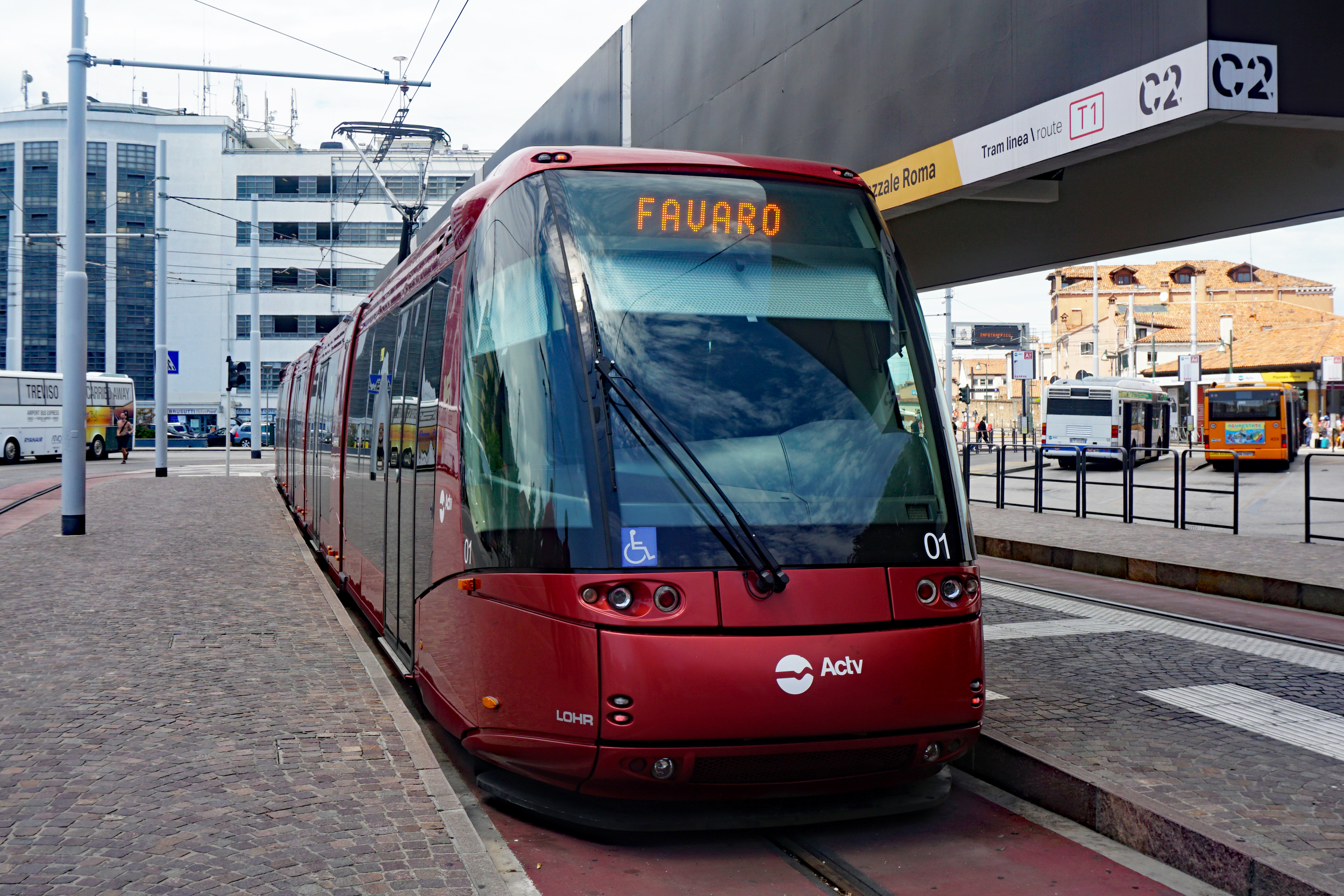
Mestre / Venise
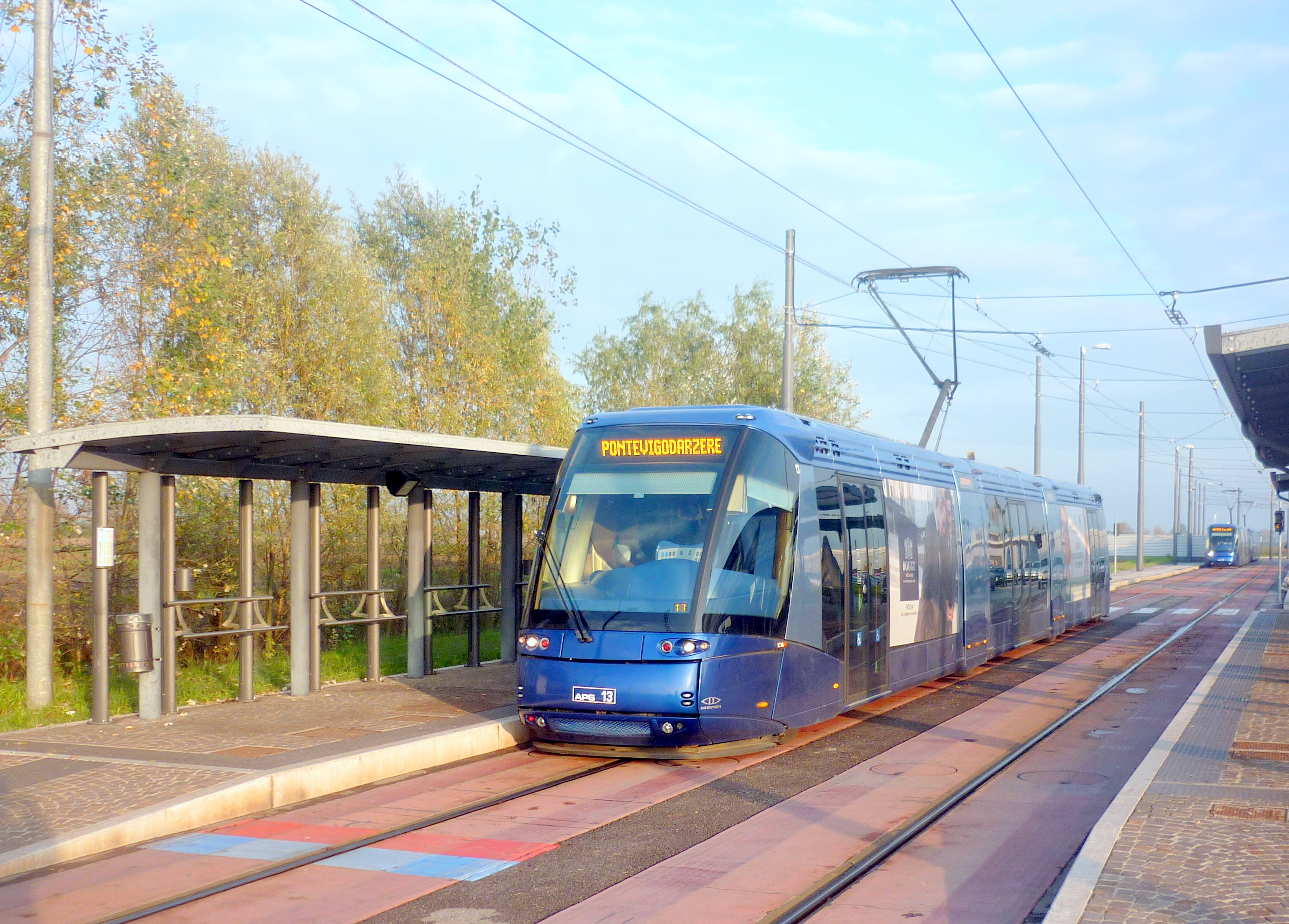
Padoue

## Tests
La majeure partie des tests sont effectués sur la piste d'essais d'1,6 km située à proximité directe de l'usine de Duppingheim près de Strasbourg.
Une autre ligne expérimentale a été ouverte au Japon dans la ville de Sakai,.

## Reprise par Alstom et le FSI
Le 12 décembre 2011, Lohr Industrie annonce la mise en vente, ou au moins l'ouverture partielle du capital, de sa division tramway. Alors que cette activité se trouve en réalité en bonne santé, le groupe est contraint de prendre cette décision pour éviter la faillite, l'activité historique de l'entreprise, la fabrication de camions et remorques porte-voitures, étant en chute libre.
Le 10 avril 2012, Alstom et le Fonds stratégique d'investissement (FSI) annoncent étudier l'achat conjoint de 85 % de Translohr. La transaction porterait sur un montant de l'ordre de 60 millions d'euros et Lohr conserverait 15 % du capital. Le chinois CSR aurait également été intéressé par une reprise de Translohr.
Le 1er juin 2012, Lohr rejette l'offre de reprise reçue la veille par Alstom et le FSI, qui avaient finalement proposé de reprendre 100 % de Translohr pour un montant de l'ordre de 35 millions d'euros,. Lohr considère que cette offre ne lui permettrait pas de rembourser un prêt à court terme de 50 millions d'euros, dont l'échéance avait déjà été reportée à plusieurs reprises, et de conforter les autres activités de l'entreprise. En conséquence, Lohr Industrie s'est déclaré en cessation de paiement et a déposé son bilan devant la chambre commerciale du tribunal de Strasbourg le 4 juin 2012. Robert Lohr, dirigeant du groupe familial, aurait déclaré avoir « mal anticipé la durée de la crise » et avoir aussi fait preuve « d'un peu de naïveté vis-à-vis d'Alstom ».
Le 11 juin 2012, seulement quelques heures après l'accord d'un délai d'une supplémentaire de la part du tribunal, les parties annoncent un accord,. Conformément à l'offre formulée le 31 mai 2012, Alstom (51 %) et le FSI (49 %) reprennent donc ensemble 100 % de Translohr et ses 196 salariés pour 35 millions d'euros. Pour faciliter un accord et éviter des difficultés dans la réalisation de ses projets en région parisienne, les lignes T5 et T6, la RATP avait décidé de renoncer à 5,1 millions d'euros de pénalités.